# Ешперанса (Повуа-де-Ланьозу)
Ешперанса (порт. Esperança; МФА: [ʃ.pɨ.ˈɾɐ̃.sɐ]) — парафія в Португалії, у муніципалітеті Повуа-де-Ланьозу. Розташована в північно-західній частині країни, на теренах історичної португальської провінції Дору-Міню. Входить до складу округу Брага. За адміністративним поділом, чинним до 1976 року, терени парафії були складовою провінції Міню. Належить до Бразької архідіоцезії Католицької церкви. Патрон — святий Варфоломій. Площа — 4,7731 км². Населення — 339 ос. (2011). Слабо урбанізований регіон. Густота населення — 71,02 осіб/км²
. Код — 030907.

## Населення
| Кількість мешканців | Кількість мешканців | Кількість мешканців | Кількість мешканців | Кількість мешканців | Кількість мешканців | Кількість мешканців | Кількість мешканців | Кількість мешканців | Кількість мешканців | Кількість мешканців | Кількість мешканців | Кількість мешканців | Кількість мешканців | Кількість мешканців |
| ------------------- | ------------------- | ------------------- | ------------------- | ------------------- | ------------------- | ------------------- | ------------------- | ------------------- | ------------------- | ------------------- | ------------------- | ------------------- | ------------------- | ------------------- |
| 1864                | 1878                | 1890                | 1900                | 1911                | 1920                | 1930                | 1940                | 1950                | 1960                | 1970                | 1981                | 1991                | 2001                | 2011                |
| 538                 | 516                 | 497                 | 463                 | 469                 | 576                 | 560                 | 666                 | 684                 | 729                 | 747                 | 659                 | 550                 | 436                 | 339                 |